# Valdengo
Valdengo là một đô thị ở tỉnh Biella vùng Piedmont của nước Ý, có vị trí cách khoảng 60 km về phía đông bắc của of Torino và khoảng 3 km về phía đông nam của of Biella. Tại thời điểm ngày 31 tháng 12 năm 2004, đô thị này có dân số 2.556 người và diện tích là 7,7 km².
Valdengo giáp các đô thị: Candelo, Cerreto Castello, Piatto, Quaregna, Ronco Biellese, Ternengo, Vigliano Biellese.